# Stratego
Stratego (græsk: stratēgós, dansk: ~ hærfører, general) er et brætspil, hvor to hære møder hinanden på slagmarken. Formålet er at erobre den anden hærs fane.
Hver spiller har 40 brikker, som han må stille op, præcis som han vil, i sit startområde. Modstanderen kan ikke se, hvordan hans brikker er placeret, da der kun er tryk på den ene side. Det er nu opgaven at angribe hinandens hære, indtil man får taget fanen. Et angreb foretages ved at rykke en af sine egne brikker ind i en af modstanderens brikker, hvorefter man afslører brikkerne for hinanden. Den hvis brik havde den højeste rang (med undtagelser, se nedefor) vinder, og modstanderens brik fjernes fra brættet. Angriber man fanen, har man vundet.
Man skiftes til at trække, og man kan kun bevæge en brik et enkelt felt i et træk. Undtagelsen er spejderne, som kan bevæge sig sålangt det skal være i en lige linje i et enkelt træk. Ligeledes er bomber og fanen, de eneste brikker, man ikke må rykke.
Hver hær har til rådighed:
| Brik:        | Antal: | Vinder over:                                                  |
| Fane         | 1      | Ingen                                                         |
| Feltmarskal  | 1      | Alle, undtagen spion og bombe                                 |
| General      | 1      | Alle, undtagen feltmarskal og bombe                           |
| Oberst       | 2      | Major, kaptajn, løjtnant, underofficer, minør, spejder, spion |
| Major        | 3      | Kaptajn, løjtnant, underofficer, minør, spejder, spion        |
| Kaptajn      | 4      | Løjtnant, underofficer, minør, spejder, spion                 |
| Løjtnant     | 4      | Underofficer, minør, spejder, spion                           |
| Underofficer | 4      | Minør, spejder, spion                                         |
| Minør        | 5      | Spejder, spion og som den eneste kan minøren fjerne en bombe  |
| Spejder      | 8      | Spion                                                         |
| Spion        | 1      | Feltmarskal                                                   |
| Bombe        | 6      | Alle, undtagen minør                                          |